# Васильев, Борис Михайлович
Бори́с Миха́йлович Васи́льев (7 (20) ноября 1913 — 23 февраля 1955) — военный лётчик, участник Великой Отечественной войны, Герой Советского Союза.

## Биография
Родился 7 [20] ноября 1913 годав деревне Лебёдкино Ядринской волости Ядринского уезда (ныне Моргаушского муниципального округа Чувашской Республики) в крестьянской семье. По национальности чуваш. Рано остался без матери. В семилетнем возрасте попал в детский дом. Закончил Ядринскую 8-летнюю школу (по другим данным — Ядринское педагогическое училище). 
В 1935 году поступил в Казанский авиационный институт. C 1937 года — в рядах Красной Армии. В 1939 году окончил 2-ю Борисоглебскую школу военных летчиков им. Чкалова, в 1941 году — курсы комиссаров-лётчиков при Качинской военной авиационной школе. В Великой Отечественной войне участвовал с сентября 1941 на Южном, Юго-3ападном, Сталинградском, 1-м Белорусском фронтах.
Воевал комиссаром авиаэскадрильи и полка, командиром 813-го истребительного авиационного полка и заместителем командира авиадивизии. Член ВКП(б) с 1939 года.
В 1951 г. закончил Военно-воздушную академию, в звании полковника командовал авиасоединением в Мурманской области.
В 1953 г. вышел в отставку. Вплоть до своей трагической гибели работал начальником отдела перевозок Средне-Волжского управления Гражданского воздушного флота.
23 февраля 1955 года погиб в автокатастрофе.

## Подвиг
В составе 271-го истребительного авиационного полка участвовал в формировании полка на базе отдельной авиационной эскадрильи Северо-Кавказского военного округа в Ростове-на-Дону на самолетах И-15 бис и И-153. 5 сентября 1941 года составом 3-й авиационной эскадрильи под командованием капитана Фаткулина убыл на Южный фронт под Днепропетровск.
8 сентября 1941 года звено советских истребителей И-153 под командованием старшего политрука Васильева Б. М. атаковало вражескую переправу на Днепре. Огнём пушек и пулемётов, метко сброшенными бомбами звено разрушило переправу, уничтожило много солдат противника и боевой техники. «Ястребки» пикировали сквозь шквал зенитного огня на скопления войск противника. Самолёт Васильева был повреждён зенитным огнём. Однако лётчик привёл машину на свой аэродром. В его самолёте было более 60 осколочных пробоин.
Успешно прошёл налет эскадрильи на вражеский аэродром 14 сентября 1941 года. Было уничтожено 7 бомбардировщиков и 2 истребителя противника. Эскадрилья без потерь возвратилась на свой аэродром.
Через пять дней истребители под командованием Васильева атаковали колонну немецких войск на подходе к переправе через реку Орель и к селу Старое Мажарово (Зачепиловский район Харьковской области). Несмотря на плотный зенитный огонь противника, истребители держали курс и сбросили бомбы на колонну. Были истреблены сотни гитлеровцев.
Уже развернув машину на обратный курс, Васильев вдруг почувствовал, как отказал мотор. Тут же самолёт потерял управление и начал стремительно падать вниз, на одной плоскости вспыхнуло пламя. Только ценой огромных усилий, почти у самой земли, когда, казалось, катастрофа неминуема, летчику удалось вывести машину из пике, сбить пламя с плоскости и дотянуть до расположения советских войск.
Указом Президиума Верховного Совета СССР от 20 ноября 1941 года ему присвоено звание Героя Советского Союза.

…Тов. Васильев в Отечественной войне показал себя как смелый, отважный, мужественный летчик-истребитель. За период с 6 сентября эскадрилья имеет 375 боевых вылетов на штурмовые действия по аэродромам и наземным частям противника. Лично т. Васильев имеет с 3 сентября 35 боевых вылетов на штурмовку, из них ночных — 2 вылета… 8 сентября 1941 г. Васильев во главе звена И-153 в районе переправы через р. Днепр у Ломовки прямым попаданием бомб взорвал крупный бензосклад противника, взорвано 13 стационарных бензобаков с горючим, возникло 13 очагов пожара, зарево которых было видно за 50 км. Во время налета зенитная артиллерия противника двумя снарядами изрешетила самолет т. Васильева, в котором было 60 пробоин. Однако, искусным маневром правильно спланировав, т. Васильев привел самолет на свой аэродром. 13 сентября, вылетев на задание на уничтожение переправы у Ломовки, двумя прямыми попаданиями бомб разрушил переправу в двух местах. 14 сентября т. Васильев во главе эскадрильи вылетел на штурмовые действия по аэродрому противника у ст. Верховцы, в результате прямых попаданий бомб уничтожено 7 самолетов противника…— Из наградного листа

## Личные боевые заслуги
- Произвёл 126 боевых вылетов.
- Участвовал в 67 воздушных боях.
- Сбил лично 10 самолётов противника и 11 самолётов сбил в группе.

## Трудовая деятельность
В возрасте 18 лет Борис Васильев заведовал сельской начальной школой, работал секретарём комсомольской ячейки и председателем ревизионной комиссии колхоза. Участвовал в коллективизации. В 1935 году, окончив подготовительные курсы, поступил в Казанский авиационный институт, одновременно учился в аэроклубе Осоавиахима.
В 1937 году, оставив третий курс института, добровольно ушёл в ряды Советской Армии, поступил в Борисоглебскую школу военных лётчиков и в 1939 успешно её закончил. Здесь же был принят в ряды Коммунистической партии.

## Награды
- Медаль «Золотая Звезда» Героя Советского Союза.
- Орден Ленина.
- Орден Отечественной войны 1-й степени.
- Орден Отечественной войны 2-й степени.
- Медали.

## Память
- Именем Б.М. Васильева названа улица в его родной деревне Лебёдкино[5].